# Тверитинова, Анна Степановна
Анна Степановна Тверитинова (14 июля 1910 — 19 октября 1973) — советский востоковед-османист.

## Биография
Родилась 14 июля 1910 года в Кунцево, её отец после службы в саперных частях царской армии работал мастером (десятником) по устройству шоссейных дорог.
После смерти отца в 1911 году семья переехала в деревню Гусёвка, расположенную в Кирсановском районе. После окончания гражданской войны семья Анны Степановны переехала в Кутаиси, затем в Баку. В 1928 году по командировке наркомата просвещения Анна Тверитинова была направлена на учёбу на Восточный факультет ЛГУ. После окончания университета в 1932 году работала в Институте востоковедения АН СССР. Параллельно с работой училась в аспирантуре ЛИЛИ.
В 1939 году Анна Степановна защитила кандидатскую диссертацию на тему «Восстание Кара-Языджи-Дели Хасана в Турции». Её оппонентами на защите были Михаил Иванов и Владимир Гордлевский.
Вместе с ней Леонид Борисович Алаев организует постоянно действующий широко посещаемый общеинститутский семинар по феодализму.
В. Н. Никифоров отмечал, что она верила в его работу „Восток и всемирная история“ и даже дала той оное название.

### Личная жизнь
Состояла в браке с Е. А. Андриевским. Двое детей Велемир (р. 1933) и Аркадий (р. 1938).